# Jan van Ophuijsen
Jan van Ophuijsen, vollständig Johannes Max van Ophuijsen, (* 1953) ist ein niederländischer Klassischer Philologe (Gräzist) und Philosophiehistoriker auf dem Gebiet der antiken Philosophie.
Van Ophuijsen studierte Klassische Philologie an der Universität Leiden, wo er 1987 mit einer Dissertation zum Grammatiker Hephaistion bei Christiaan Marie Jan Sicking promoviert wurde. Danach hatte er Stellen an der Catholic University of America und der American University of Beirut inne. Schließlich war er außerplanmäßiger Professor für antike Philosophie an der Universität Utrecht. Nunmehr ist er emeritiert.
Van Ophuijsen arbeitet hauptsächlich zum frühen Platonismus und zu den antiken Aristoteleskommentaren. Zum Ancient Commentators on Aristotle Project trug er einen Band zum Kommentar des Alexander von Aphrodisias zu Aristoteles’ Topik, Buch 1, und einen Band zu Johannes Philoponos’ Kommentar zu Aristoteles’ Physik bei.
2020 reichte van Ophuijsen zusammen mit dem Journalisten Hans Knoop eine Petition gegen die Umbenennung der Villa Schlikker in Osnabrück in „Hans-Calmeyer-Haus“ bei Angela Merkel ein, da Calmeyer nicht nur Juden vor der Deportation gerettet, sondern in den Niederlanden auch 500 als Arier registrierte Personen zu Juden deklariert habe, die dann in Transporte in die Vernichtungslager gegangen seien (siehe Villa Schlikker (Osnabrück)#Kontroverse um Umbenennung).

## Schriften (Auswahl)
- Hephaestion on metre. A translation and commentary (Mnemosyne Supplements, 100). Brill, Leiden 1987.
- mit Christiaan Marie Jan Sicking: Two studies in Attic particle usage: Lysias and Plato. Brill, Leiden 1993.
- E.J. Brill. Three Centuries of Scholarly Publishing, since 1683. Brill, Leiden 1994.
- (Hrsg. mit Marjolein van Raalte): Theophrastus – Reappraising the sources. New Brunswick/London 1998.
- (Hrsg.): Plato and Platonism. The Catholic University of America Press, Washington D.C. 1999.
- (Übers.): Alexander of Aphrodisias, On Aristotle Topics 1 (Ancient Commentators on Aristotle, 40). Bloomsbury, London 2000.
- (Hrsg. mit Gerard Boter): Simon Roelof Slings, Critical Notes on Plato’s Politeia. Brill, Leiden-Boston 2005.
- Eckart Schütrumpf (Hrsg.), Jan van Ophuijsen, Peter Stork, Susan Prince (Übers.): Heraclides of Pontus. Text and Translation. Transaction Publishers, Piscataway N.J. 2008.
- (Übers. mit Jan Maarten Bremer, Ton Kessels): Aristoteles, Politica (Aristoteles in Nederlandse Vertaling). Historische Uitgeverij, Groningen 2011.
- (Übers.): Aristoteles, De ziel (Aristoteles in Nederlandse Vertaling). Historische Uitgeverij, Groningen 2012.
- (Übers. mit Keimpe Algra): Philoponos, On Aristotle Physics 4.1–5 (Ancient Commentators on Aristotle, 94). Bloomsbury, London 2012.
- (Hrsg. mit Marjolein van Raalte, Peter Stork): Protagoras of Abdera. The Man, His Measure (Philosophia Antiqua, 134). Brill, Leiden 2013.